# 柯爾特新制式左輪手槍
柯爾特新制式左輪手槍（英語：Colt New Service）是一系列由美国康乃狄克州哈特福的槍械製造商柯爾特生產公司所研製和於1898年至1941年間生產的大型底把、大口徑、雙動（也可用以單動射擊）六發式左輪手槍。在製成的各種口徑當中，該槍的51⁄2英吋槍管、.45長柯爾特口徑版本曾被美國武裝部隊所採用，並且命名為M1909（Model 1909）。
而柯爾特M1917左輪手槍是為了補充第一次世界大战期間不足的M1911手槍而生產的型號。它只是在新制式左輪以上修改彈巢膛徑以適應.45 ACP口徑手枪子彈，並且使用半月夾將無緣底板的彈殼固定到位的版本而已。第一次世界大戰後，該左輪手槍在民間射手之間獲得了強大的支持。由於這些原因，1920年，彼得斯彈藥公司還研發了商業型凸緣式彈藥.45 Auto Rim，可讓M1917無需使用月型夾以下直接發射彈藥。
1930年代，“新制式”先後製為.38 S&W特種彈與.357 S&W馬格南兩款口徑。作為當時最強大的手槍子彈之一，它可很輕易地貫穿當代的黑社會、搶劫犯和逃犯所使用的汽車車身和防彈衣。因此，它隨即受到了執法官、州警察和高速公路巡邏隊所歡迎。

## 歷史

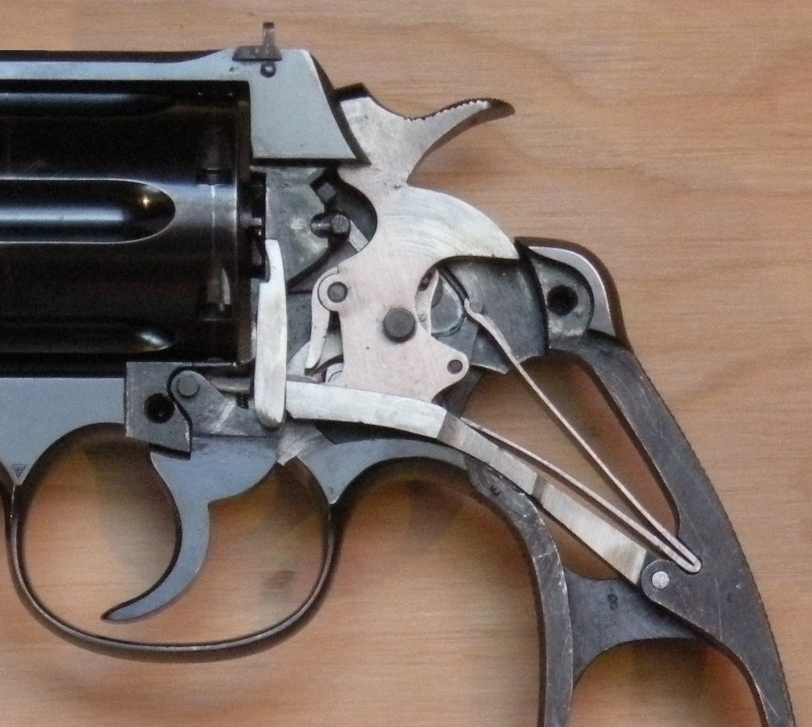
新制式左輪手槍，閉鎖。

柯爾特新制式左輪手槍在1898年推出。它是柯爾特M1892的加大尺寸和加強型，和柯爾特槍械公司的第一款裝有可側轉外擺的手動拋殼式弹巢的大型大口徑左輪手槍。它製有各款當時流行的大口徑左輪手槍彈藥的型號：.38-40溫徹斯特、.44-40溫徹斯特、.44 S&W俄式彈、.44 S&W特種彈、.45長柯爾特和.455韋伯利彈。它採用烤藍或鍍鎳處理，並且製有4英寸、41⁄2英吋、5英吋、51⁄2英吋、6英吋和71⁄2的槍管。它還裝有胡桃木或硬橡膠手柄。

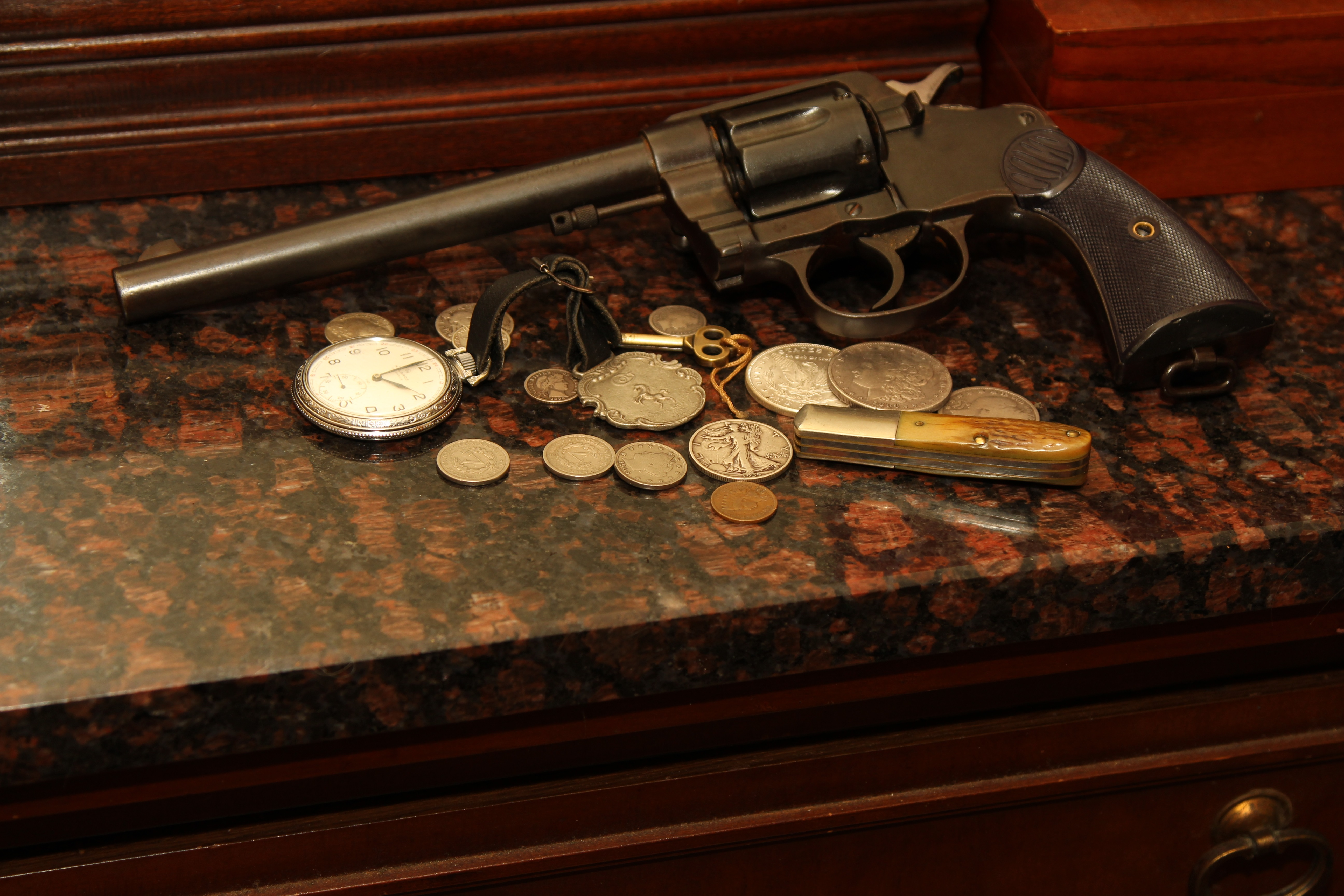
.44-40溫徹斯特的早期版本，1906年製造。

### M1909
柯爾特M1892被認為是在當時一款不錯的手槍，但不久後就出現了有關.38長柯爾特彈制止力軟弱無能的投訴。從1899年開始，美菲战争而來的戰鬥報告顯示，即使已經是在近距離多次射擊，.38口徑子彈仍屢屢無法有效阻止健壯而狂熱的、還服用了麻醉用途毒品的摩洛戰士組成的遊擊隊。這些投訴導致美軍急忙重新發配本己退役的.45長柯爾特口徑柯爾特單動式陸軍轉輪手槍（M1873），並且裝上新配的縮短型51⁄2英寸槍管。這些舊式的轉輪手槍所發射的較低速、較重的彈藥可輕而易舉地制止那些使用马来短剑和博洛刀的摩洛族戰士，並使得在1909年陸軍決定以.45口徑的“新制式”左輪手槍取代M1892方面以發揮其核心作用。它在陸軍採用.45 ACP口徑的M1911柯爾特半自動手槍的決定當中也發揮了關鍵性作用。裝有51⁄2英寸槍管的.45長柯爾特型號的M1909被美國武裝部隊分別按軍事部門命名為“ 美国陆军M1909”、“ 美國海軍M1909”和“ 美国海军陆战队M1909”。

### 英國.455韋伯利型號

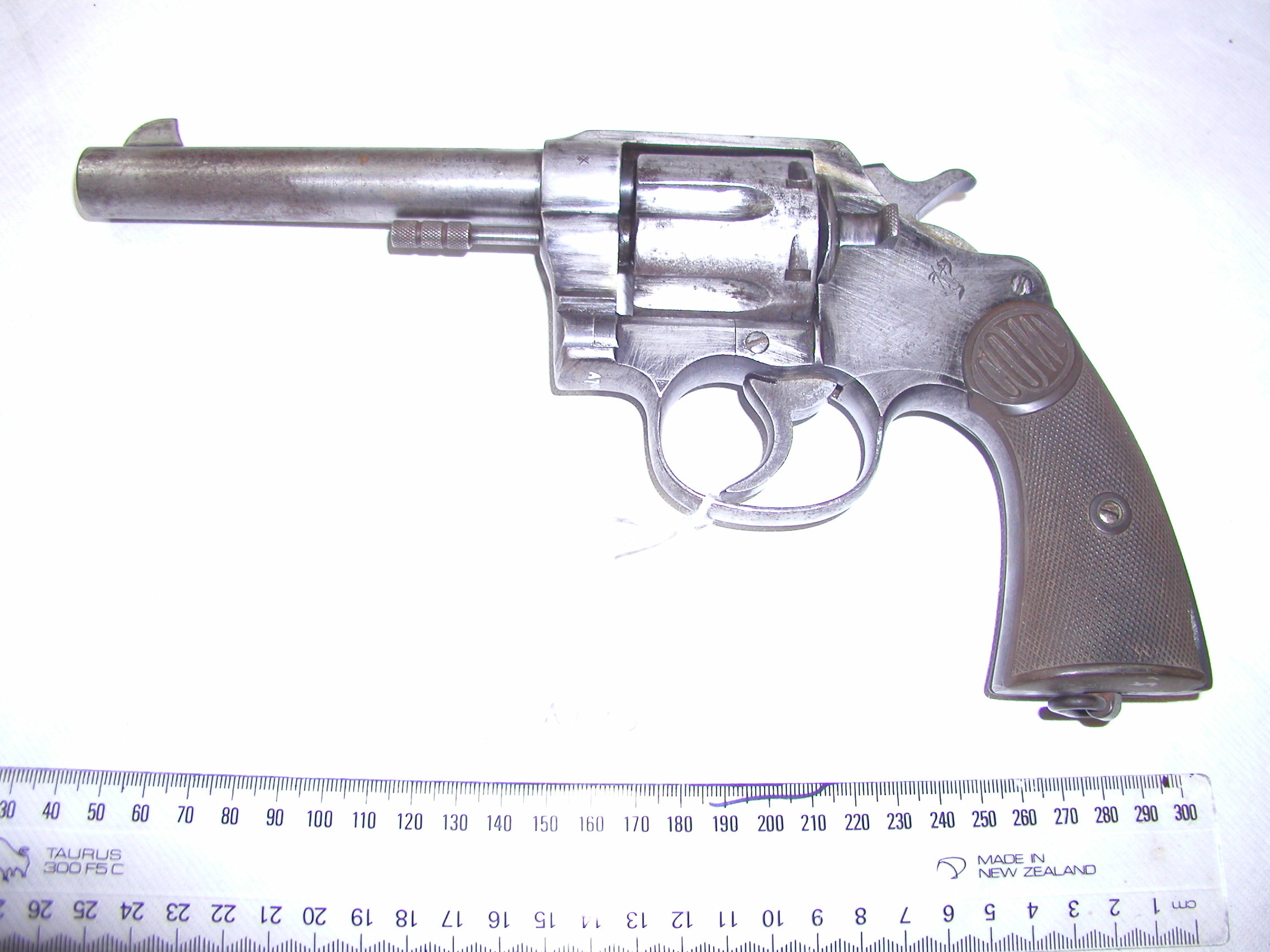
柯爾特新制式M1898左輪手槍，約第一次世界大战.455英寸口徑型。

1899年，加拿大為了布尔战争的現役兵而購入了眾多“新制式”左輪手槍（口徑為.45長柯爾特），以補充與其相同口徑而現有的M1878柯爾特雙動左輪手槍。到了1904、5年，加拿大西北騎警（NWMP）也採用了柯爾特新制式，以取代自1882年以來服役表現不佳的恩菲爾德Mk II左輪手槍。
在第一次世界大战期間，.455韋伯利口徑的新制式左輪手槍被英國戰爭部用作發配部隊的“替代制式”武器，並且命名為.455英寸5.5英寸槍管Mk. I柯爾特手槍（Pistol, Colt, .455-inch 5.5-inch barrel Mk. I）。大英帝國柯爾特新制式左輪手槍還在槍管以上印有“NEW SERVICE .455 ELEY”的字樣，以與美國（和加拿大）所使用的.45長柯爾特口徑版本作出區分。
柯爾特新制式在英國軍官當中是一款很受歡迎的左輪手槍，其中許多軍官在第一次世界大戰以前的數年以內已經私下購入了自己的柯爾特新制式左輪手槍，以替代標準發配的韋伯利轉輪手槍。在第一次世界大戰期間，大英帝國和加拿大軍隊接收到60,000把柯爾特新制式左輪手槍，直到第二次世界大战結束時，它們仍在正式地繼續服役。

### 柯爾特M1917左輪手槍

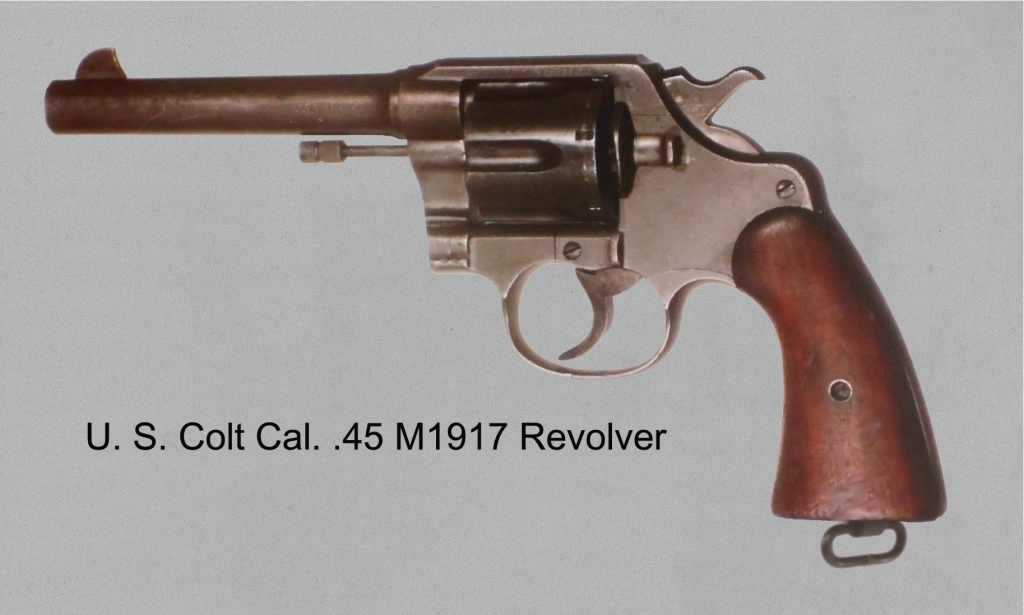
美國柯爾特.45 M1917左輪手槍

美國陸軍M1917是為了補充第一次世界大戰期間M1911手槍的庫存量不足而創建。柯爾特M1917左輪手槍是以新制式作藍本，改變弹巢膛徑以容納.45 ACP口徑手槍子彈和半月夾用以將無緣底板的彈殼固定在彈巢內的位置。後來生產的柯爾特M1917左輪手槍已經能夠在彈巢膛室部進行殼頭間隙加工，就像史密斯威森M1917左輪手槍的從一開始就具有。較新型的柯爾特所生產的可以在沒有半月夾以下發射，但空彈殼卻不得不使用一些設備，例如清潔棒或鉛筆來彈出，因為彈巢抽殼鈎和拋殼頂桿將越過無緣底板式子彈的底緣。由於這些原因，1920年，彼得斯彈藥公司推出了.45 ACP的帶凸緣版本：.45 Auto Rim，這可讓M1917左輪手槍可在不需要月型夾以下可靠地射擊。第一次世界大战結束以後，M1917們開始在民間射手之間流行起來。在第二次世界大戰期間，M1917再次在行動中留下了其身影，當時發配給“專業部隊，如坦克兵和砲兵”。在朝鲜战争期間，它們再度被發配給支援部隊。在越戰期間，多把M1917甚至被“坑道鼠 ”用作隨身武器。

### 菲茨特種型

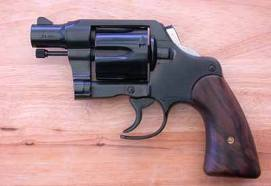
菲茨特種型

大約在1920年代中期，約翰·亨利·菲茨杰拉德（John Henry Fitzgerald）提出了菲茨杰拉德特種型（縮寫為“Fitz Special”，中文相應的縮短為“菲茨特種型”）短管左輪手槍的概念，當他改裝了.38特種彈口徑的警察正閉鎖特裝型時，其最短的槍管長度為4英寸。隨後，他以同樣的方式修改了兩把.45柯爾特“新制式”左輪手槍，並且認為這可以將這對左輪手槍裝在他的前口袋當中。
菲茨特種型左輪手槍的製作方法是，使用任何標準尺寸的柯爾特左輪手槍，將槍管縮短至兩英寸，亦縮短拋殼挺，磨掉擊錘柄，將槍的握把弄圓，並且移除掉扳機護環的前半部分。重塑擊錘和槍托的形狀可使得槍械能夠快速拔出來使用，而且大幅減少武器掛扯衣物的風險。截掉一半的扳機護環有助於快速觸及扳機，即使是天生大手指或是戴上了手套的射手亦能受益於此。

歷史學家認為，大約有40至200把出自費茲杰拉德本人之手、並以各種型號的柯爾特左輪手槍製成的菲茨特種型出廠。菲茨特種型是現代短管左輪手槍的前身，特別是柯爾特警探特裝型的原型，這是第一款製有兩英寸短槍管的左輪手槍。即使在1927年推出警探特裝型以後，費茲仍繼續為特製客戶製作定制型左輪手槍。
雷克斯·阿普爾蓋特上校和查爾斯·阿金斯上校兩人都是菲茨特種型的擁護者，對於眾多的槍械製造商而言，它成為了受歡迎的售後市場轉換選項。查爾斯·林德伯格、威廉·鲍威尔和克萊德·巴羅也是攜帶菲茨特種型武器的知名者。

### .357馬格南型號

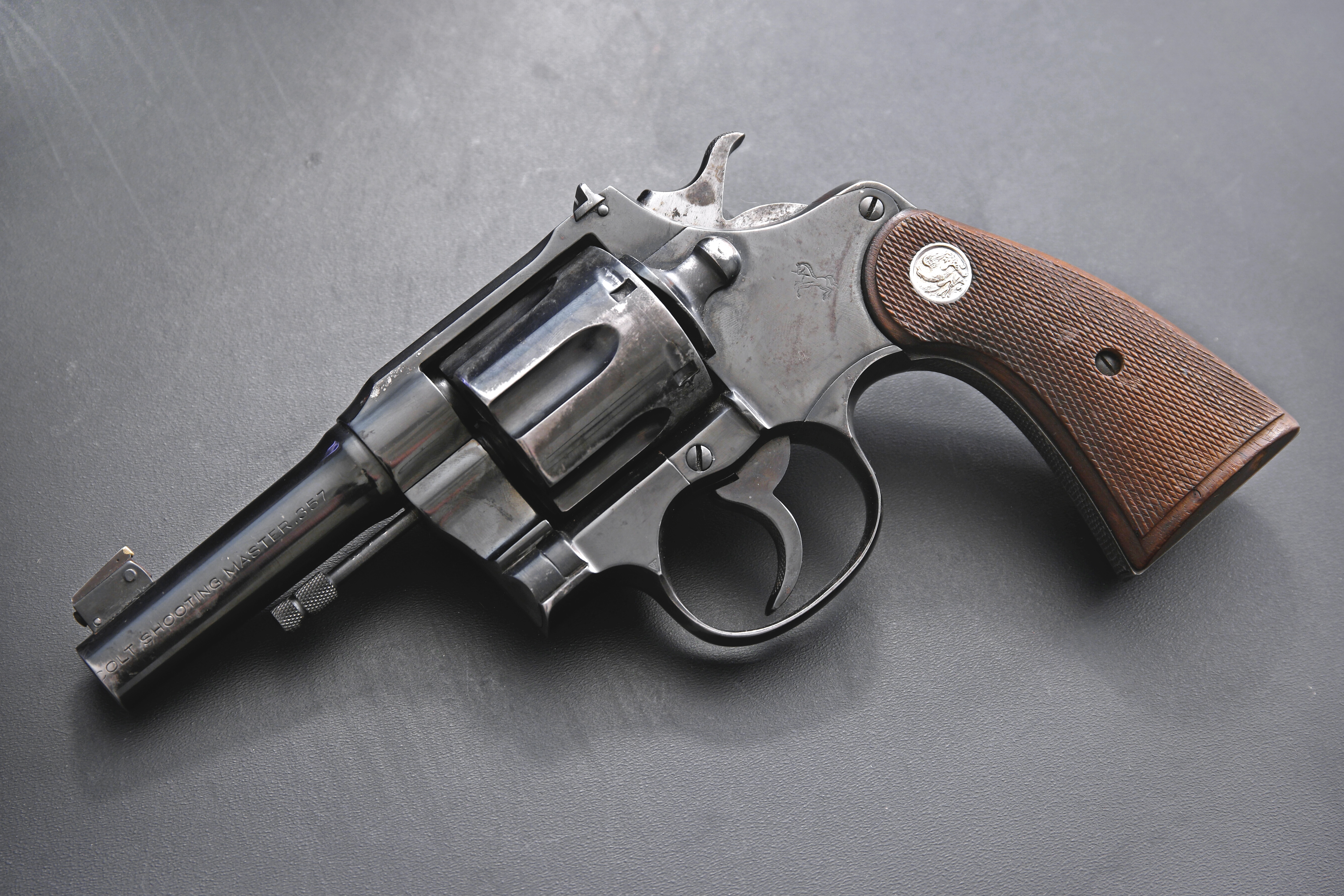
定制型柯爾特射擊高手.357馬格南口徑型，槍管縮短至4英寸。

1933年，“新制式”型製成了.38 S&W特種彈口徑型，而.44 S&W俄式彈和其他較不常見的彈藥也停產了。1936年，“新制式”型製以新型的.357 S&W馬格南彈藥。作為當時最強大的手槍子彈之一，它可很輕易地貫穿當代的黑社會、搶劫犯和逃犯所使用的汽車車身和防彈衣。因此，它隨即受到了執法官、州警察和高速公路巡邏隊所歡迎。這些槍械配備了4英寸、5英寸和6英寸的槍管。早期的型號配有方格紋胡桃木製握把，而後期的型號則是使用類似塑料的“柯爾特木製”握把。
隨著第二次世界大战的到來，柯爾特新制式於1941年停產。它是柯爾特生產過最大的左輪手槍，也是直到1990年.44麥格農口徑型柯爾特巨蟒左輪手槍上市以前有史以來生產過最大的左輪手槍之一。該槍有著多個世代衍生型，包括“舊型號”（指原廠製造的首21,000把）、“過渡型號”（導入了擊錘保險裝置）、“改進型號”（第325,000把）和“後期型號”（1928年至1941年間生產）。此外還提供了“標靶型號”、“射擊高手”和“豪華標靶型號”等版本。

## 流行文化

### 電子遊戲
- 2021—《應徵入伍》

## 資料來源
1. 1 2  Murphy (1985) pp. 25-30.
2. 1 2  Murphy (1985) p. 31.
3. 1 2 3  Taffin, John. . American Handgunner. 2005, 30 (4): 109.
4. ↑  Linn, Brian McAllister. The Philippine War, 1899–1902 (Modern War Studies (Paperback)). University Press of Kansas. ISBN 978-0-7006-1225-3.
5. ↑  James, Gary. . Handguns Magazine. March 1, 2008. （原始内容存档于July 4, 2010）.
6. ↑  Poyer, Joseph; Craig Riesch; Karl Karash. . North Cape Publications. 2008: 544. ISBN 978-1-882391-46-2.
7. ↑  Law (1994) pp. 28-30.
8. ↑  Phillips & Klancher (1982) p. 21ff.
9. ↑  Chamberlain & Taylerson (1989) p. 54ff; Maze (2002) p. 85.
10. 1 2  Maze (2002) p. 84.
11. 1 2 3  http://www.historic-firearms.com/m1917-revolver.html （页面存档备份，存于） M1917 revolver
12. ↑  https://www.americanrifleman.org/articles/2012/4/20/the-fitz-special/ （页面存档备份，存于） The Fitz Special by Gary Paul Johnston, April 20, 2012
13. ↑  .   [2009-12-15]. （原始内容存档于2010-07-17）.
14. ↑  . findarticles.com.   [2019-10-01]. （原始内容存档于2011-12-11）.
15. 1 2 3  https://www.guns.com/2015/09/02/fitz-colt-snub-nosed-revolver-benchmark/ （页面存档备份，存于） The Fitz Colt: The snub-nosed revolver benchmark 9/02/15 by Chris Eger
16. ↑  https://www.personaldefenseworld.com/2016/12/rex-applegate-fitz-special/ （页面存档备份，存于） Perfect Fitz: Col. Rex Applegate’s One-of-a-Kind Fitz Special. COL. APPLEGATE'S FITZ SPECIAL IS TRULY A ONE-OF-A-KIND FIREARM WITH DEEP HISTORICAL SIGNIFICANCE. By MICHAEL JANICH

## 外部連結
- （英文）—The Colt Revolver in the American West—New Service
- （英文）—Guns and Ammo Magazine article on Colt New Service Revolver
- （英文）—Colt New Service Revolver (infographic tech. drawing) （页面存档备份，存于）